# Willibald Knoll

Prälat Willibald Knoll OCSO

Willibald Knoll OCSO (* 1. September 1912 in Emerkingen, Baden-Württemberg, als Paul Knoll; † 24. Juni 1984 in Engelhartszell, Oberösterreich) war ein deutscher römisch-katholischer Geistlicher, Trappist und von 1966 bis 1982 Abt von Stift Engelszell.

## Leben
Paul Knoll wurde in Emerkingen in Württemberg in eine bäuerliche Familie geboren und kam 1926, angeworben durch Abt Bonaventura Diamant im Alter von 14 Jahren in die Trappistenabtei Mariastern/Marija Zvijezda in Bosnien, die eine sogenannte „Oblatenschule“ unterhielt.
Am 26. Dezember 1932 legte er als Fr. M. Willibald die einfachen, am Pfingstfest des Jahres 1935 die feierlichen Gelübde ab. Kurz nach seiner Priesterweihe 1940 wurde er als "Volksdeutscher" als Sanitäter zur Wehrmacht rekrutiert. Nach dem Krieg traf er den Großteil seiner in der Zwischenzeit von den Titopartisanen aus Jugoslawien vertriebenen deutschsprachigen Mitbrüder in Maria Veen bei Coesfeld in Deutschland. Nach der Auflassung dieser Niederlassung in Nordrhein-Westfalen kam er 1952 mit den übrigen Mönchen in die oberösterreichische Abtei Engelszell in Engelhartszell an der Donau. Bis zu seinem Tod blieb er den in Mariastern verbliebenen Mitbrüdern verbunden. Die Abtei Engelszell unterstützte die bosnischen Mitbrüder besonders nachdem ein schweres Erdbeben das Abtei unweit von Banja Luka vorübergehend unbewohnbar gemacht hatte.
Willibald Knoll wurde 1958 Prior unter Abt Benno Stumpf und am 19. Dezember 1966 nach dessen Unfalltod zum Abt gewählt. Es war das erste Mal, dass auch die Konversbrüder dank ihrer rechtlichen Gleichstellung mit den Chormönchen durch das Zweite Vatikanische Konzil zur Abtwahl berechtigt waren. Bischof Franz Salesius Zauner erteilte Knoll die Abtsbenediktion. Er war der 37. Prälat seit der Gründung des Stiftes im Jahr 1293. Der Wahlspruch von Abt Willibald lautete "Monstra te essem matrem!" (Zitat aus dem Hymnus Ave Maris Stella).
Er führte vorsichtig die nachkonziliare Reform des Trappistenordens durch. Bis zu seinem Tod hielt er allerdings am überlieferten zisterziensischen Stundengebet und an der lateinischen Liturgiesprache in der Eucharistiefeier fest. 1980 ließ er den gotischen Kapitelsaal restaurieren, wo im Jahr zuvor Fresken aus dem 14. Jahrhundert entdeckt worden waren. Neben seiner Funktion als Abt war er auch Kommissär der Redemptoristinnen in Ried im Innkreis. 1983 resignierte er auf die Abtei, da er sich von den Folgen eines Schlaganfalles nicht mehr erholte und starb am 24. Juni 1984. In der Äbtegruft des Stiftes Engelszell wurde er beigesetzt.
In seinem Heimatort Emerkingen erinnert eine Abt-Willibald-Knoll-Straße an ihn.

## Bibliographie
- Prälat Willibald Paul Knoll: Altabt des Stiftes Engelszell †. In: Linzer Kirchenzeitung. Jg. 40 (1984) Nr. 28.
- Rieder Volkszeitung. Jg. 104 (1984) Nr. 26.
- Karl Pömer, Eduard Wiesner: Engelszell. Ein bayerisch-österreichisches Grenzkloster. Wernstein 1993, S. 252–254.